# Niels Schneider
Niels Schneider (Parigi, 18 giugno 1987) è un attore francese naturalizzato canadese.

## Biografia
Nato a Parigi nel 1987, Niels proviene da una famiglia di attori e infatti ha avuto il suo primo contatto con il teatro accompagnando suo padre nel dietro le quinte degli spettacoli diretti da quest'ultimo. Nel 1996 si è trasferito in Québec, dove ha avuto le sue prime esperienze nel doppiaggio.
Nel 2003 la sua vita è stata sconvolta dalla morte del fratello, Vadim, più vecchio di 16 mesi e tra gli interpreti principali della serie televisiva 15/Love. Nonostante questa perdita, Niels ha continuato ad interessarsi alla recitazione e ha ottenuto, dopo tre mesi, il ruolo di Harold nella rappresentazione teatrale Harold e Maude. Nell'anno seguente ha interpretato altri ruoli teatrali nelle rappresentazioni de Il processo di Kafka, Sette porte di Botho Strauss e Ma non andare in giro tutta nuda! di Georges Feydeau.
Nel 2008 ha ottenuto il suo primo ruolo cinematografico interpretando Sacha nel film Tout est parfait diretto da Yves-Christian Fournier. In seguito ha recitato in due film di Xavier Dolan, J'ai tué ma mère (2009) e Les Amours imaginaires (2010). La sua interpretazione in quest'ultimo film, nel quale interpreta uno dei tre protagonisti insieme a Monia Chokri e allo stesso Dolan, gli ha dato grande visibilità e gli ha fatto ottenere il Trofeo Chopard come rivelazione maschile dell'anno al Festival di Cannes 2011.
Yann Gonzalez gli ha affidato l'interpretazione di Matthias in Les rencontres d'après minuit la sua opera prima presentata al Festival di Cannes del 2013, tra le proiezioni speciali, nella sezione Settimana internazionale della critica.

## Vita privata
Dal 2018 ha una relazione con l'attrice e conduttrice Virginie Efira, incontrata nel 2017 sul set del film Un amore impossibile. Il 28 agosto 2023 nasce il primo figlio della coppia.

## Filmografia

### Cinema
- Le goût du néant, regia di Pascal Robitaille – mediometraggio (2007)
- Tout est parfait, regia di Yves Christian Fournier (2008)
- J'ai tué ma mère, regia di Xavier Dolan (2009)
- À vos marques... party! 2, regia di Frédéric D'Amours (2009)
- Les chroniques de l'autre, regia di Sophie Farkas Bolla - cortometraggio (2009)
- La neige cache l'ombre des figuiers, regia di Samer Najari – cortometraggio (2009)
- Les Amours imaginaires, regia di Xavier Dolan (2010)
- Fatal, regia di Michaël Youn (2010)
- 2 frogs dans l'Ouest, regia di Dany Papineau (2010)
- Bonne Journée, regia di Alexandre Richard – cortometraggio (2011)
- The Howling: Reborn, regia di Joe Nimziki (2011) Uscito direct-to-video
- Toy Soldier, regia di Jeremy Bliss – cortometraggio (2011)
- L'âge atomique, regia di Héléna Klotz – mediometraggio (2012)
- Les ravissements, regia di Arthur Cahn – mediometraggio (2012)
- Miao Shan and the Minotaur, regia di Stephane Sednaoui - cortometraggio (2012)
- Désordres, regia di Étienne Faure (2012)
- Nous irons ensemble, regia di Aliocha Schneider - cortometraggio (2013)
- Les rencontres d'après minuit, regia di Yann Gonzalez (2013)
- Opium, regia di Arielle Dombasle (2013)
- Due destini (Une rencontre), regia di Lisa Azuelos (2014)
- Métamorphoses, regia di Shanti Masud - mediometraggio (2014)
- Collisions, regia di Charles Gervais - cortometraggio (2014)
- Gemma Bovery, regia di Anne Fontaine (2014)
- Diamant noir, regia di Arthur Harari (2016)
- Polina. Danser sa vie, regia di Valerie Muller e Angelin Preljocaj (2016)
- Belle dormant - La bella addormentata, regia di Adolfo Arrieta (2016)
- Dalida, regia di Lisa Azuelos (2016)
- Un amour impossible, regia di Catherine Corsini (2017)
- Niente di serio, regia di Lazlo Barbo (2018)
- Le cahier noir, regia di Valeria Sarmiento (2018)
- Rossz versek, regia di Gabor Reisz (2018)
- Un peuple et son roi, regia di Pierre Schoeller (2018)
- La donna più assassinata del mondo, regia di Franck Ribière (2018)
- Simpathy for the Devil, regia di Guillaume de Fontenay (2019)
- La Femme de mon frere, regia di Monia Chokri (2019)
- Sibyl - Labirinti di donna, regia di Justine Triet (2019)
- Revenir, regia di Jessica Palud (2019)
- Curiosa, regia di Lou Jeunet (2019)
- Les choses qu'on dit, les choses qu'on fait, regia di Emmanuel Mouret (2020)
- Gli amori di Suzanna Andler, regia di Benoît Jacquot (2021)
- Futura, regia di Lamberto Sanfelice (2021)
- Sentinelle sud, regia di Mathieu Gérault (2021)
- Apaches, regia di Roman Quirot (2023)
- Un colpo di fortuna - Coup de chance (Coup de Chance), regia di Woody Allen (2023)

### Televisione
- Val d'or, regia di Héléna Klotz – film TV (2011)
- Un autre monde, regia di Gabriel Aghion – film TV (2011)
- Clash – serie TV, 3 episodi (2012)
- Il ritorno di Ulisse (Odysseus) – serie TV, 12 episodi (2013)
- Paris etc – serie TV, 8 episodi (2017)
- Ad Vitam – serie TV, 6 episodi (2018)
- O Livro Negro do Padre Dinis, regia di Valeria Sarmiento – miniserie TV (2021)
- Totems - Conto alla Rovescia (Totems) – serie TV, 8 episodi (2021-2022)

## Doppiatori italiani
- Andrea Beltramo in Les Amours imaginaires, Gli amori di Suzanna Adler
- Davide Perino in La donna più assassinata del mondo, Un colpo di fortuna - Coup de chance
- Daniele Giuliani in Il ritorno di Ulisse
- Renato Novara in Sybil - Labirinti di donna

## Teatro
- Romeo e Giulietta di William Shakespeare, regia di Nicolas Briançon. Théâtre de la Porte-Saint-Martin di Parigi (2014)
- Kinship di Carey Perloff, regia di Dominique Borg. Théâtre de Paris di Parigi (2014)

## Premi e riconoscimenti
- Premio César - 2021

Candidatura a miglior attore per Les choses qu'on dit, les choses qu'on fait

## Onorificenze
- Cavaliere dell'Ordine delle Arti e delle Lettere (2019)[4]